# Led Zeppelin United Kingdom Tour 1968
Led Zeppelin United Kingdom Tour 1968 е първото турне на английската рок група Лед Зепелин в Обединеното кралство между 4 октомври и 20 декември 1968 г.

## История
На някои от концертите групата е под името Ню Ярдбърдс. Вестниците анонсират, че съставът ще направи дебюта си като Лед Зепелин на шоуто в университета в Съри (25 октомври същата година), въпреки напечатаното „Ню Ярдбърдс“ на плакатите.
По време на тура групата записва дебютния си албум Led Zeppelin, отнел 36 часа студийно време. Тази серия концерти на Острова е почти неотразена в пресата.
Първата изява в Лондонската зала Раундхаус на 9 ноември съвпада със сватбеното тържество на Робърт Плант.

## Сетлист
Точен списък на представените парчета не може да се състави, заради липса или много малко оцелели записи от този период. Звучат старите класики от периода на Ярдбърдс – „Train Kept A-Rollin'“, „Dazed and Confused“, „White Summer“ и най-вероятно „For Your Love“. Новият материал също е представен – „Communication Breakdown“, „I Can't Quit You Baby“, „You Shook Me“, „Babe I'm Gonna Leave You“, и „How Many More Times“. На някои концерти Джон Бонъм изпълнява соловата „Pat's Delight“. Кавърите „As Long As I Have You“ на Гарнет Мимс и „Fresh Garbage“ на американците „Спирит“, допълват списъка на парчетата.
- Train Kept A-Rollin'
- For Your Love
- I Can't Quit You Baby
- As Long As I Have You
- Dazed and Confused
- Communication Breakdown
- You Shook Me
- White Summer / Black Mountain Side
- Pat's Delight
- Babe I'm Gonna Leave You
- How Many More Times

## Концерти
| Дата                | Град       | Държава | Място                       |
| ------------------- | ---------- | ------- | --------------------------- |
| 4 октомври 1968 г.  | Нюкасъл    | Англия  | Mayfair Ballroom            |
| 18 октомври 1968 г. | Лондон     | Англия  | Marquee Club                |
| 19 октомври 1968 г. | Ливърпул   | Англия  | Liverpool University        |
| 25 октомври 1968 г. | Гилдфорд   | Англия  | University of Surrey        |
| 9 ноември 1968 г.   | Лондон     | Англия  | Roundhouse                  |
| 16 ноември 1968 г.  | Манчестър  | Англия  | College of Technology       |
| 23 ноември 1968 г.  | Шефийлд    | Англия  | Sheffield University        |
| 29 ноември 1968 г.  | Ричмънд    | Англия  | Crawdaddy Club              |
| 10 декември 1968 г. | Лондон     | Англия  | Marquee Club                |
| 13 декември 1968 г. | Кентърбъри | Англия  | Bridge Place Country Club   |
| 16 декември 1968 г. | Бат        | Англия  | Bath Pavilion               |
| 19 декември 1968 г. | Ексетър    | Англия  | Civic Hall                  |
| 20 декември 1968 г. | Лондон     | Англия  | Wood Green Fishmongers Hall |